# Cascada Huangguoshu
Las cascadas Huangguoshu (en chino tradicional, 黃果樹瀑布; en chino simplificado, 黄果树瀑布; pinyin, huáng guǒshù pùbù; literalmente, ‘Cascadas de árboles frutales amarillos’) es una de las cascadas más grandes de China y del Este de Asia, situada en el río Baishui (白水河), en Anshun, provincia de Guizhou. Tiene una altura de 77,8 m y una anchura de 101 m. El salto principal tiene 67 m de altura y 83,3 m de anchura.

## Parque nacional de Huangguoshu
El parque paisajístico de Huangguoshu (黄果树 风景 名胜 区) fue proclamado parque nacional  el 8 de noviembre de 1982.

## Galería de imágenes
|                                            |
| Vista próxima de la cascada de Huangguoshu |

|                                                         |
| Una vista de la cascada de Huangguoshu a través del río |

|                                                     |
| La cercana cascada de Yinlianzhuitan (銀鏈墜潭瀑布) |

|                                              |
| La cercana cascada de Xiniutan (犀牛潭瀑布). |